# إيزابيلا ريبيرو دي كابرال
إيزابيلا ريبيرو دي كابرال (بالإنجليزية: Isabella Ribeiro de Cabral)‏ (من مواليد 1918- تُوفيت في 2005) وهي أول امرأة من ترينيداد وتوباغو تحصل على رخصة طيار.

## حياتها
ولدت إيزابيلا ريبيرو دي كابرال في 11 مارس 1918 في ترينيداد إلى إيزابيلا ني ريبيرو وجورج كابرال وكانت من أصل برتغالي. توفيت والدة كابرال أثناء ولادة طفلها التاسع وبالتالي كان على والدها تربيه كل هؤلاء الأطفال وحده وكان عمدة بورت أوف سبين، ترينيداد في أواخر الأربعينيات وأوائل الخمسينيات. سافر أفراد الأسرة كثيرًا بالطائرة وأصبحت كابرال مهتمة بالطيران. عندما تأسس نادي Light Airplane في عام 1939 في ترينيداد، انضمت مع والدها كأعضاء.

## عملها
اختارت كابرال العمل في مجال التأمين. وعندما انتهت الحرب واستأنف نادي الطيران التدريب مرة أخرى، بدأت على الفور بالتدرب للحصول على رخصة الطيار. معظم المدربين كانوا من قدامى المحاربين في سلاح الجو الملكي. درست إيزابيلا مع الطيار السابق في سلاح الجو الملكي نيفيل بيريرا. مرت رحلة طيرانها المنفصلة من ثلاث ساعات في أول محاولة لها. عندها حصلت على رخصتها في عام 1948 وأصبحت أول امرأة تجريبية لترينيداد وتوباغو. وبعد فترة وجيزة، في يوم رأس السنة الجديدة في عام 1949، تزوجت فرانك دي فريتاس، الذي أصبح فيما بعد طيارًا. كان للزوجين طفلان، فرانسيس وإيزابيلا.
لفترة، قدمت دي فريتاس عروض «أوستر للطائرات». ثم بعد ذلك حولت تركيزها إلى إنتاج الملاهي وعمل الكرنفالات ومسابقات الفرقة في كثير من الأحيان مع شقيقها، جورج الابن. قام والدها بتأليف أغنيتين، «قصة الحب» و «ذكريات المليون» على شرف والدتها.

## وفاتها
توفيت دي فريتاس في 6 نوفمبر 2005. وتم إصدار كتاب لحياتها بعنوان «السيرة الذاتية لجورج كابرال، عمدة بورت أوف سبين السابق (1962)، للمؤلف أوبري جايمس».

### فهرس
- Ferreira، Jo-Anne S. (أغسطس 2012). "The Portuguese of Trinidad and Tobago: Locating an Ethnic Minority". Academia. مؤرشف من الأصل في 2019-02-15. اطلع عليه بتاريخ 2016-12-01.
- Khan، Nasser (2012). Profiles - Heroes, Pioneers and Role Models of Trinidad and Tobago. Port of Spain, Trinidad: Safari Publications, First Citizen's Bank, Ministry of Education. مؤرشف من الأصل في 2018-10-19. اطلع عليه بتاريخ 2016-12-01.
- Pidduck، Angela (29 يناير 2006). "TT's first female pilot". Port of Spain, Trinidad: Trinidad and Tobago Newsday. مؤرشف من الأصل في 2016-02-14. اطلع عليه بتاريخ 2016-11-30. {{استشهاد بخبر}}: استعمال الخط المائل أو الغليظ غير مسموح: |ناشر= (مساعدة)
- "Sing along at launch of Charming Trinidad". Port of Spain, Trinidad: Trinidad and Tobago Guardian. 6 سبتمبر 2012. مؤرشف من الأصل في 2012-10-25. اطلع عليه بتاريخ 2016-12-01. {{استشهاد بخبر}}: استعمال الخط المائل أو الغليظ غير مسموح: |ناشر= (مساعدة)